# 朝倉景嘉
朝倉 景嘉（あさくら かげよし）は、戦国時代から安土桃山時代にかけての武士。朝倉氏の家臣。

## 略歴
「修理亮」は敦賀郡司を務めた朝倉景冬が称したことから、景嘉はその血筋の者か、名跡を継いだ者と考えられる。永禄11年（1568年）5月17日、足利義昭が朝倉義景邸へ御成をした際、伺候した朝倉同名衆19名のうち、景嘉は上位から6番目の家柄で、義景と系譜的に近い関係にあった。
朝倉宗家滅亡後、残された一族の多くは織田信長に臣従し、その後起こった越前一向一揆に滅ぼされたり、与したりしたが、景嘉はいずれの道もとらず、越後国の上杉謙信を頼り、朝倉家再興を目指した。越後へ下った景嘉は、謙信の信頼を得て、上杉軍上洛の際は越前において一城を預けるという確約をとることに成功した。しかし、天正6年（1578年）の謙信の死により、上杉軍上洛計画はもろくも崩れ、景嘉の消息も不明となる。